# Bismarckturm (Concepción)

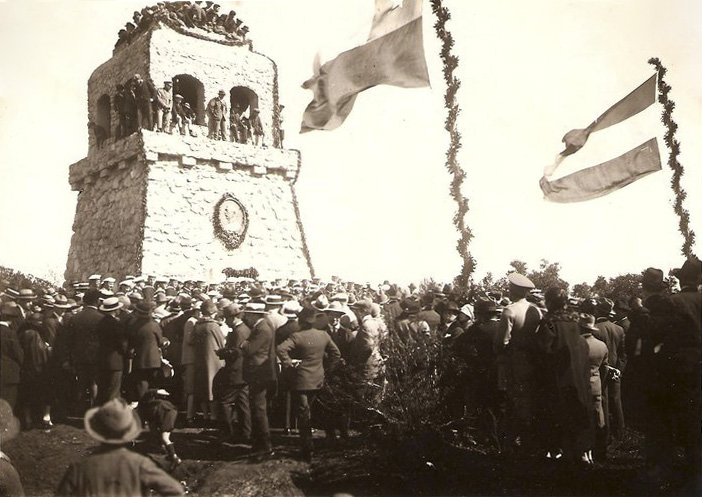
Bismarckturm 1926

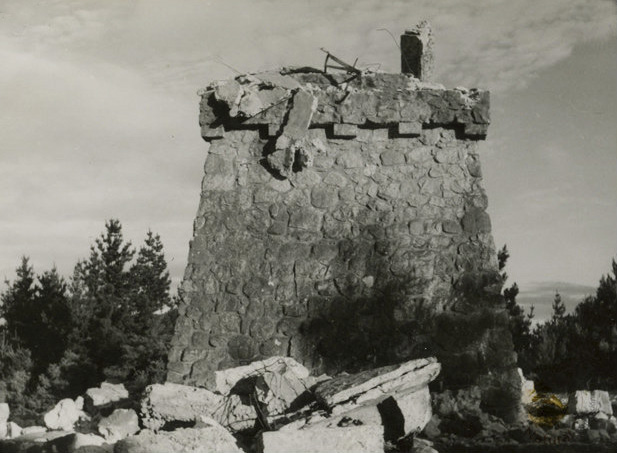
Nach dem Erdbeben 1938

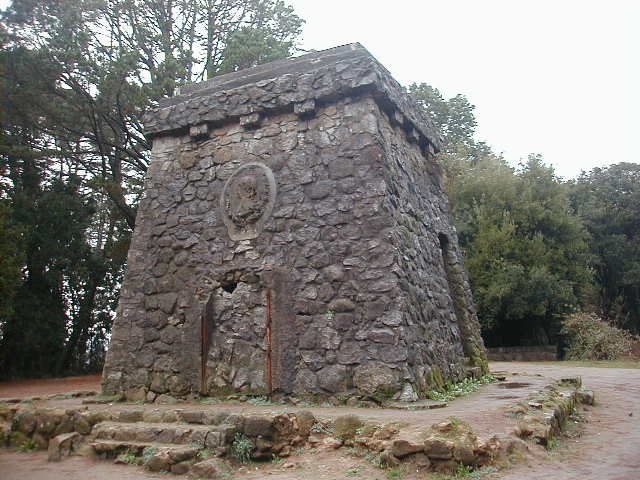
Juni 2008

Der Bismarckturm in Concepción, Chile, wurde 1921 errichtet. Er befindet sich oberhalb der Stadt auf dem 240 m hohen, südlich gelegenen Hügel Cerro Caracol. Vor Ort wird er „Mirador Alemán“ genannt.

## Geschichte
Weltweit wurden zu Ehren des Staatsmannes 240 Bismarcktürme errichtet. Doch nur ein einziger steht auf dem amerikanischen Kontinent: Der Bismarckturm in Concepción ist der südlichste der Welt.
Im Jahr 1921 weihte die deutschsprachige Gemeinschaft in 250 Metern Höhe im Stadtpark Cerro Caracol in Concepción den Mirador Alemán ein. Den Bau des Monuments regte seinerzeit Arturo Junge an und stellte dafür ein Grundstück auf dem Cerro Caracol bereit. Gemeinsam mit dem Bund Deutscher Turnvereine in Chile wurde die Finanzierung auf die Beine gestellt. Für das Baukonzept des zehn Meter hohen Turms auf einer Grundfläche von zehn Quadratmetern war der Architekt Roderich von Stillfried verantwortlich.
An seiner Westseite befindet sich ein Porträt Bismarcks. Im Jahr 1927 wurde eine große Plakette hinzugefügt, zum Gedenken an die 400 Deutsch-Chilenen, die im Ersten Weltkrieg gekämpft haben. Nach seiner Errichtung war der Turm zwanzig Jahre lang beliebtes Ausflugsziel und Treffpunkt der deutschen Gemeinschaft.

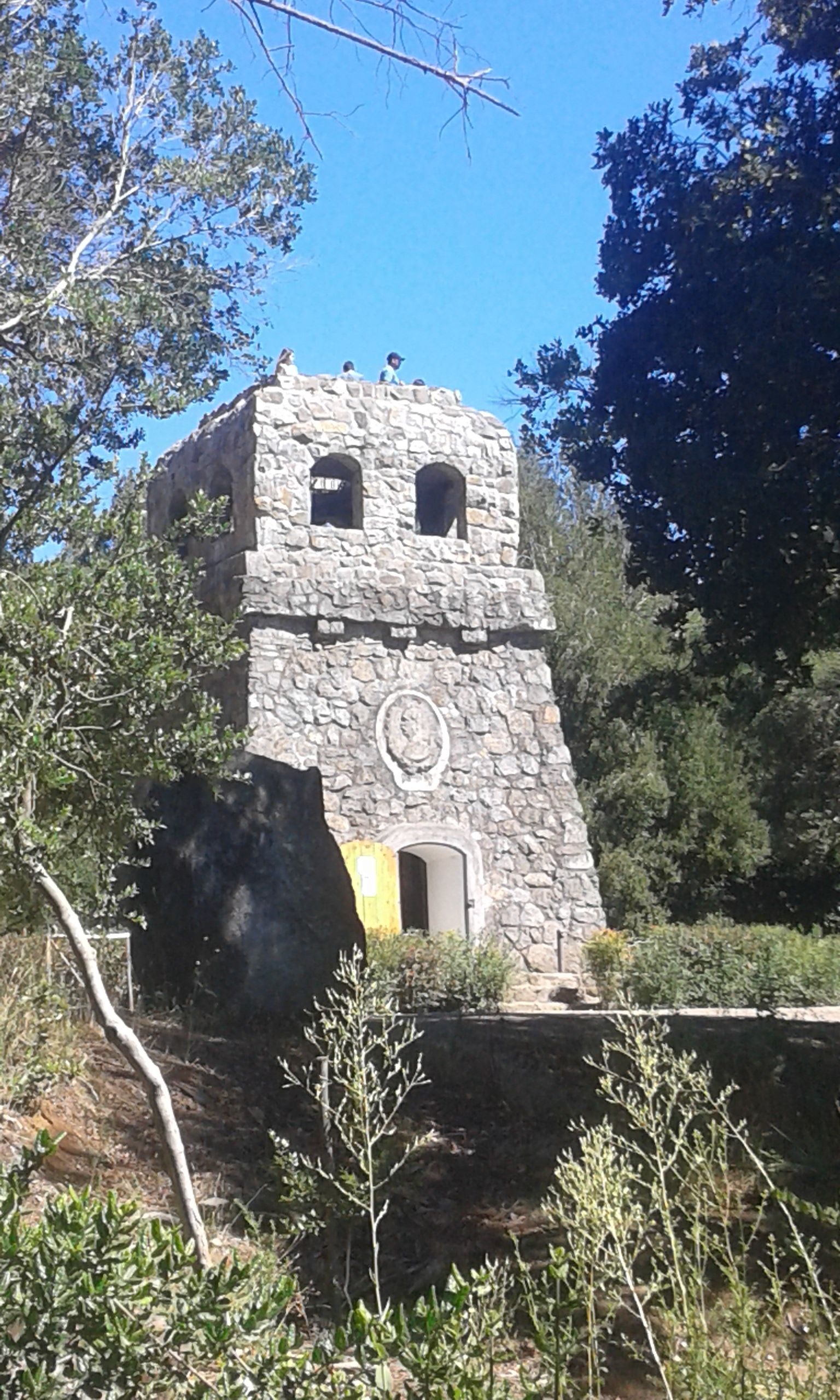
Januar 2022

Beim Erdbeben von Chillán 1939 wurde der Turm so stark beeinträchtigt, dass das Obergeschoss abgetragen werden musste. Der untere Teil mit der Ehrenhalle blieb erhalten. Erneut wurde er stark beschädigt beim Erdbeben von Concepción 1960 und beim Erdbeben in Chile 2010. Anschließend flossen staatliche Hilfsgelder in den Wieder- und Neuaufbau der Stadt Concepción. Im Rahmen dieser Maßnahmen wurden auch der Parque Ecuador und der Cerro Caracol neu gestaltet. Das motivierte den Inhaber des Turmes – den deutschen Sportverein von Concepción – mit Unterstützung der Instituciones Chileno-Alemanas de Concepción y la zona unter der Koordination der Vertreterin des Deutsch-Chilenischen-Bundes Verena Hempel in einem zweijährigen Rekonstruktionsprojekt auch den Bismarckturm in sein Originalerscheinungsbild zurückzuversetzen. Finanziert wurde das Projekt mithilfe von Spenden von deutsch-chilenischen Institutionen und zahlreichen privaten Spendern aus Chile und dem Ausland. Das Auslandsamt der Bundesrepublik Deutschland finanzierte die Renovierung des Innenbereichs.
Das Bauwerk wurde zum Schutz vor weiteren Erdbebenschäden innen mit Beton verstärkt, außerdem wurde ein kleines historisches Museum eingerichtet. «Der Wiederaufbau soll ein Anlass sein, um erneut gemeinsam Geschichte zu schreiben», erklärte Klaus Bornhardt, Projektleiter und Vorstandsmitglied des Deutschen Sportvereins von Concepción, der auch die Rede zur Wiedereinweihung des Turms am 22. November 2019 hielt.
Der Architekt Martin Wendler hat in seinem Kurzfilm «Mirador Alemán de Concepción: 100 Años de la Torre Bismarck más austral del Mundo» die Geschichte des Turms in Bilder gefasst. Der rund zehnminütige Film ist auf YouTube veröffentlicht.